# Geghard, Armenija
Geghard (armensko Գեղարդ, latinizirano: Geghart; prej Artiz) je vas v armenski provinci Kotajk, s  samostanom Geghard jugovzhodno od vasi, v zgornji dolini reke Azat, ki je na seznamu Unescove svetovne dediščine.